# Ноттвіль
Ноттвіль (нім. Nottwil) — громада  в Швейцарії в кантоні Люцерн, виборчий округ Зурзее.

## Географія
Громада розташована на відстані близько 60 км на схід від Берна, 16 км на північний захід від Люцерна.
Ноттвіль має площу 10,3 км², з яких на 14,2% дозволяється будівництво (житлове та будівництво доріг), 75,7% використовуються в сільськогосподарських цілях, 9,1% зайнято лісами, 1% не є продуктивними (річки, льодовики або гори).

## Демографія
2019 року в громаді мешкало 3965 осіб (+17,7% порівняно з 2010 роком), іноземців було 12,5%. Густота населення становила 384 осіб/км².
За віковим діапазоном населення розподілялося таким чином: 23,4% — особи молодші 20 років, 63,2% — особи у віці 20—64 років, 13,4% — особи у віці 65 років та старші. Було 1550 помешкань (у середньому 2,5 особи в помешканні).
Із загальної кількості 2716 працюючих 139 було зайнятих в первинному секторі, 337 — в обробній промисловості, 2240 — в галузі послуг.